# Преображение Господне (Дриовуно)
Дриовунийският (Дряновският) манастир „Свето Преображение Господне“ (на гръцки: Ιερά Μονή Μεταμόρφωσης του Σωτήρος) е православен мъжки манастир в населишкото село Дриовуно (Дряново), Егейска Македония, Гърция.

## Местоположение
Манастирът е разположен 1200 m надморска височина, на границата на Костурско и Кожанско, на видно място с панорамен изглед на върха на планината Садово (Σάντοβο), на 3 km северозападно от село Дриовуно.

## История
Местни предания поставят основаването на манастира в края на XI век. Епископ Антим Севастийски, в свой труд за манастирите в Сисанийската митрополия от 1900 година, поставя основаването на манастира в 1101 година, дата, която според него е изписана в купола. Той цитира ктиторския надпис от XVI век, заявявайки, че датата на купола определя основаването на манастира, докато надписът определя годината на построяване и изписване на католикона, която той смята за по-късна. Информацията, че датата 1101 е гравирана върху купола, е повторена от по-късни учени. Две други дати, за които се предполага, че са гравирани върху купола и са изтрити с времето, са 711 или 759. Единственото писмено и надеждно доказателство е надписът, открит върху католикона, който датира основаването на манастира в XVI век.
Католиконът на манастира е изрисуван в два различни периода и от две различни тайфи. Стенописите на главната църква са от 1652 година, а на екзонартекса от 1808 година, с очевидни стилистични и технически разлики. Запазени са надписите от двата исторически периода на манастира, които посочват имената на зографите.

### Ктиторски надпис в католикона от 1652 година
Надписът за основаването е разположен на вътрешния трегер на носа. Състои се от шест реда с главни букви, а под последния ред с малки букви са изписани данните на художника. Буквите на надписа са написани с черно върху охрен хоросан. Надписът е ограничен от две ленти: една черна и една керемидена и е част от стенописния ансамбъл на западната стена. В началото има кръст със същия размер като буквите на надписа.
Надписът гласи:
Така надписът казва, че манастирът е посветен на Преображение Господне. Хронологията на построяването на католикона е различна от тази на изписването му. По-конкретно: църквата е „изградена из основи“ (ἐθεμελιώθη ἐκ βάθρου) през годината ͵ΑΦϞΒ, тоест в 1592 година и от сътворението на света ͵ΖΡ, през 7100 година, което също дава 1592 година от Христа. Надписът започва с фразите „Ἀνηγέρθη κ(αὶ) ἀνεστορίθη“ през годината ͵ΑΧΝΒ = 1652 година, тоест 60 години след основаването на църквата.
Това, че датата на основаване 1592 година е в последния ред на надписа като допълнение води до различни мнения в науката. Анастасия Турта отбелязва, че глаголът „ἀνίγερθη“ е стереотипен и не винаги съответства на „построяване“ на църквата. Клеовулос Цуркас смята, че църквата е построена в 1592 година, но поради претърпените щети „се издигна и възстанови“ („ἀνίγερθη“ и „ἀνεστορίθη“) в 1652 година. Според Анастасиос Дардас шестдесетте години (1592 - 1652) от основаването до завършването на стенописната украса на църквата не са толкова много. Дългият интервал между построяването на храмовете и тяхното украсяване е признак за финансови затруднения, в резултат на което паметникът е останал неукрасен. Освен това, ако оригиналният храм наистина е претърпял значителни щети, което е странно за новооснован манастир, имената на първите строители би трябвало да са написани върху надписа. Следователно, манастирът е основан през 1592 година, а стенописите му са завършени през 1652 година.
В долната дясна част на надписа е имало малък буквен паметник в лошо състояние, който не се вижда ясно днес. Транскрипцията е цитирана от Теохарис Цамбурас: (χ)ρόν(ο) τα(ου) κυ γίνηκαν. ο βασι // κ΄ θην ….͵αχξθ΄(1668) // ͵ζροζ΄(7177= 1668/9). Темата на надписа е неясна, но датите са ясни. Според Цамбурас, той евентуално би могъл да бъде приписан на Николай, тъй като не е далеч от хронологията на историята на главния наос.
Изписването на католикона става при управлението на епископ Даниил Сисанийски. Ктиторите, които са похарчили пари за стенописите, са йеромонах Паисий, брат му Неофит и някой си Георгиос, син на Караманис. Фактът, че монасите са допринесли за историята на католикона, може да е основната причина за забавянето на иизработката на стенописите, тъй като те е трябвало да спестяват пари. По-късни сведения за манастира свидетелстват за финансовите затруднения, които все повече са се увеличавали, а периодът от края на XVI - началото на XVII век е период на икономическа криза. Името на последния ктитор Пахомий е изписано и върху Светата чаша на манастира с гравирана година 1652, която в се съхранява в Микрокастренския манастир (Черушинския). В Микрокастренския манастир се съхранява и кадилница, дошла от манастира „Преображение Господне“, с гравирана дата ΑΧΛΒ (= 1632). Следователно, през 1632 година манастирът вече е действащ.
В края на надписа с малки калиграфски букви са добавени името и произходът на зографа: „διὰ χειρὸς Νικολάου ἀγιογραφου ἐκ κώμης Линотопи“. Зографът Николай от Линотопи е художник със забележителна дейност в значителна географска област и този му зрял период изразява най-големия разцвет на Линотопските работилници в средата на XVII век. Иконографската програма на църквата се отличава със своето богатство на теми, като доминира темата на Богородица. Стенописите са на Николай Линотопски се отличават с високо качество, симетрична и подредена организация и щателен избор на цветове. В стенописите на католикона Николай включва теми от западната иконография, поради прозападния климат, преобладаващ по време на управлението на епископ Даниил. Освен това, той засилва връзките си с Критската художествена школа, като възприема автентични типове от нея. Същевременно включва все повече мотиви от османската декоративна традиция. Николай рисува и преносими икони, три от които са в колекцията на Сисанийската и Сятищка митрополия. Тези произведения показват силни стилистични прилики със стенописите на манастира „Преображение Господне“. Това са две икони на Младенеца на трон и Христос Пантократор на трон - царски икони от първата църква „Свети Димитър“ (1647) и следователно датират от началото на шестото десетилетие на XVII век. Освен това, иконата на Света Параскева, която се намира в Църковния музей на Сятища, се смята за малко по-стара, но е дело на същия художник и има сходства със стенописите на „Свети Николай Томанов“ в Костур, изписан от Николай в 1639 година.

### Ктиторски надпис в притвора от 1808 година
Според надписа, изписването на нартекса, изграден в 1805 година, е дело на художника Аргир от Кримини в 1808 година. Стенописите са финансирани от йеромонах Христофорос и Георгиос от Богатско. Надписът е публикуван от няколко учени с различия в тълкуванията поради щетите, които е претърпял на няколко места.
От първоначалната фаза на манастира са оцелели католиконът, както и северното и източното крило на манастира.
През XVIII век манастирът страда от тежки данъци, но в XIX век се замогва и към 1900 година е владеел цялото поле на река Бистрица и имал около 140 турски лири годишен приход.ref name="Снегаров 491">Снегаров, Иван. История на Охридската архиепископия-патриаршия, т.2. Второ фототипно издание.   София, Академично издателство „Проф. Марин Дринов“, 1995, [1932]. ISBN 954-430-345-6. с. 491.</ref>
Пожар в 1943 година по време на окупацията унищожава останалите сгради на първоначалния манастирски комплекс. Общежитията са добавени през последното десетилетие на XX век.
На 20 март 1980 година църквата е обявена за защитен паметник.

## Архитектура
В архитектурно отношение църквата е двуколонен кръстовиден купуолен храм и по-късно добавен просторен екзонартекс с купол, на който по-късно е добавен притвор. Кръстът е вписан, тоест отвън не се вижда - сградата е правоълълна с размери 15,65 m х 7,50 m, като се открояват само куполът и петстранната апсида на светилището. Останалата част от църквата е покрита с едноскатен покрив.
- Стенописи
- Светци
- Архидякон Стефан
- Страшният съд
- Ширшая небес
- Светци